# كلنت قسطو
كلنت قسطو (بالإنجليزية: Klint Kesto)‏، هو عضو في مجلس نواب مشيغان يمثل الدائرة التي تتألف بشكل أساسي من بلدية ويكسوم وكومرس.

## حياته
قسطو حاصل على البكالوريوس في العلوم السياسية من جامعة مشيغاگن ودكتوراه الحقوق من جامعة وين ستيت. عمل كمحامي في مكتب النائب المعام بمقاطعة وين وقبل أنتخابه عام 2012 كان يدير مطعم تمتلكه العائلة.
قنصو أحد رعايا الكنيسة الكلدانية الكاثوليكية. وهو أول كلداني ينتخب في مجلس نواب مشيغان.
أثناء عضويته في مجلس نواب مشيغان كان قسطو الداعم الرئيسي لمشروع قانون تدريس الإبادة الجماعية وادخالها ضمن مناهج التعليم الدراسية في المدارس. ففي بداية صيف 2015، تم الموافقة على قانون يشمل تضمين تعليمات حول الإبادة الجماعية في مناهج الدراسات الأجتماعية للصفوف مرحلة 8 ومرحلة 12.
وفي هذا الإطار يقول قسطو: «على مدارسنا أن تتطرق إلى محرقة هولاكو وأيضاً مذبحة الأرمن»، والحديث لقسطو مشيراً إلى عام 1915-17، حين قامت الدولة العثمانية، بقتل واحد ونصف مليون أرمني. «علينا أن نلقي الضوء على هذه المجازر لتثقيف أولادنا في المدارس وتعليمهم كيفية التفكير بطريقة إيجابية لتعريفهم بالمجازر المرتكبة عبر العالم» حسب ما نوّه قسطو.
كذلك ركز قسطو على قضايا الأحداث والتي يكون لها تأثير على الشباب وكيف يكون وقع هذا التأثير حين يدخلون النظام القانوني لولاية مشيغان بجرائم متعلقة بالمخدرات والكحول. حيث يقول: "لقد قمنا بوضع الكثير من الاجراءات العقابية، لكن ماذا عن برامج إعادة التأهيل؟ الخارجين عن القانون بعقوبات من الدرجة الخفيفة، حين يغادرون السجون، يجدون أنفسهم لا يستطيعون العمل لافتقارهم المهارات المطلوبة للعمل. ولهذا يدعو قسطو إلى تحسين برامج تدريب المهارات كذلك اعتماد شهادات لأكمال برامج التوظيف. وأكد بان هذه القضية لم تلقى الترحيب أو حتى الدعم سابقاً بسبب مخاوف من تحمل المسؤولية من قبل أرباب العمل.
وكمثال حي على نشاطاته في المدينة، يحاول قسطو يحاول الترويج كممول في الولاية من خلال التفاوض على مشاريع خدمية مثل الطرق الرئيسية بما في ذلك طريق كرين-ليّك، بونتياك-تريل وطريق وايت-ليّك.